# レジャー (ブラーのアルバム)
『レジャー』（Leisure）は、イギリスのオルタナティヴ・ロック・バンド、ブラーのファースト・アルバム。

## 解説
マッドチェスターブーム衰退のムードが漂う中発売された、ブラーのデビュー・アルバム。イギリスのアルバム・チャートで、最高7位を獲得。特に「シーズ・ソー・ハイ」、「シング」、「レピティション」、「バースデイ」などは、シューゲイザー・サウンドに大きく影響を受けている楽曲である。当時、このアルバムには好・不評ないまぜの評価がつけられたが、セレクト誌からの熱狂的な高評価のほか、Q誌もこのアルバムに高い評価を与えるなど、どちらかと言えば好意的に評価するメディアの方が多かった。ちなみにデーモン・アルバーンは後年、このアルバムをあまり気に入っていない旨を話している 。
2012年7月30日、他のアルバムとともに、このアルバムのリマスター版が発売されている。

## 収録曲
作詞・アルバーン、作曲・アルバーン、グレアム・コクソン、アレックス・ジェームス、デイヴ・ロウントゥリー。
- イギリス盤

1. シーズ・ソー・ハイ - "She's So High" – 4:45
ブラーのメジャー・デビュー曲であり、初めて作られた曲。「アイ・ノウ」とのダブルA面。グレアムとアレックスが中心となって作ったと言われる。スティーヴ・ラヴェル、スティーヴ・パワーのプロデュース。
2. バング - "Bang" – 3:36
スティーブン・ストリートのプロデュース。
3. スロウ・ダウン - "Slow Down" – 3:11
スティーブン・ストリートのプロデュース。
4. レピティション - "Repetition" – 5:25
スティーブン・ストリートのプロデュース。
5. バッド・デイ - "Bad Day" – 4:23
スティーブン・ストリートのプロデュース。
6. シング - "Sing" – 6:00
ブラーによるセルフ・プロデュース曲。1996年の映画、『トレインスポッティング』のサウンドトラックに使用されている。この曲のオリジナル・バージョンは1988年末に、ブラーの前身であるバンド・シーモアのデモ音源「シング(トゥー・ミー)」として収録されたもの。10年後にあたる2000年2月にはウルトラ・レアの期間限定シングルとして発売された。またコールドプレイが2008年にリリースしたアルバム、『美しき生命』収録の「ロスト!」は、同トラックの影響受けて作られたという[14]。
7. ゼアズ・ノー・アザー・ウェイ - "There's No Other Way" – 3:23
グルーヴィーな電子オルガンにグレアムの特徴的なギターリフとコーラスを配した、ブラー最初のメジャー・ヒット曲。ミュージック・ビデオはUKバージョンとUSバージョンの2種類がある。後のブラーのメイン・プロデューサーとなる、スティーブン・ストリートによる最初のプロデュース曲。
8. フール - "Fool" – 3:15
マイク・ソーンのプロデュース。
9. カム・トゥギャザー - "Come Together" – 3:51
スティーブン・ストリートのプロデュース。
10. ハイ・クール - "High Cool" – 3:37
スティーブン・ストリートのプロデュース。
11. バースデイ - "Birthday" – 3:50
マイク・ソーンのプロデュース。
12. ウェア・ミー・ダウン - "Wear Me Down" – 4:49
マイク・ソーンのプロデュース。

- アメリカ盤

1. "She's So High"
2. "There's No Other Way"
3. "Bang"
4. アイ・ノウ - "I Know"
スティーヴ・ラヴェル、スティーヴ・パワーのプロデュース。
5. "Slow Down"
6. "Repetition"
7. "Bad Day"
8. "High Cool"
9. "Come Together"
10. "Fool"
11. "Birthday"
12. "Wear Me Down"

- 日本盤

1. "She's So High"
2. "There's No Other Way"
3. "Bang"
4. "I Know"
5. "Slow Down"
6. "Repetition"
7. "Bad Day"
8. "Sing"
9. "High Cool"
10. "Come Together"
11. イナーシャ - "Inertia"
ブラーによるセルフ・プロデュース曲。
12. "Mr. Briggs"
13. "Fool"
14. "Birthday"
15. "Wear Me Down"